# .cg
.cg is het achtervoegsel voor het nationale top-level-domein van Congo-Brazzaville. Het wordt beheerd door ONPT Congo en Interpoint Switzerland. Burgers van Congo-Brazzaville kunnen één gratis domein registreren. Bijkomende registraties en registraties door buitenlanders kosten geld.